# 23758 Guyuzhou
23758 Guyuzhou este un asteroid din centura principală de asteroizi.

## Descriere
23758 Guyuzhou este un asteroid din centura principală de asteroizi. A fost descoperit pe 23 mai 1998 la Socorro, New Mexico, în cadrul proiectului LINEAR. Asteroidul prezintă o orbită caracterizată de o semiaxă mare de 2,34 ua, o excentricitate de 0,14 și o înclinație de 6,1° în raport cu ecliptica.